# Верховье (Бабаевский район)
Верховье — деревня в Бабаевском районе Вологодской области.
Входит в состав Санинского сельского поселения, с точки зрения административно-территориального деления — в Санинский сельсовет. До 2003 года входила в Чистиковский сельсовет.
Расположена на правом берегу реки Вандица. Расстояние до районного центра Бабаево по автодороге — 49 км, до центра муниципального образования деревни Санинская по прямой — 11 км. Ближайшие населённые пункты — Большие Кипрецы, Малые Кипрецы, Чистиково.
По переписи 2002 года население — 9 человек.